# 貢士
貢士（こうし、満洲語：ᠰᠣᠨᠵᠣᠰᡳ、sonjosi）は、中国の人材登用に関する称号の一つ。時代によって概念が異なる。
周代では諸侯が天子に推薦した士のことを指した。漢代では封国や郡県が推挙した孝廉を指し、唐代・宋代では州や府で行われる試験のことを郷貢といい、合格者を郷貢士といった。
明・清代では会試に合格した者を貢士と呼ぶようになった。貢士のなかで第一等の者を「会元」、10位までの者を「元魁」、11位から20位までの者を「会魁」と称した。
貢士は最終的に殿試で順位が決定し進士となるが、北宋からは殿試で貢士を落第させることがない慣例になったため、一般に会試に合格するとすぐに進士と称された。